# Popponides
Les Popponides ou Popponiens sont une famille de la noblesse franque peut-être issue des Robertiens et ainsi nommée en raison de la fréquence en son sein du prénom Poppon que portèrent un grand nombre de ses membres. Elle serait issue du Robertien Cancor, fils du comte Robert Ier de Hesbaye, qui en 764 fut fondateur de l'abbaye de Lorsch dans le Rheingau supérieur.

## Histoire
Contrairement aux autres branches de la famille des Robertiens, notamment les Capétiens, les Popponides font souche en Austrasie, le socle de la future Francie orientale. Ainsi, les comtes de Henneberg, d'Henneberg-Aschasch, d'Henneberg-Schleusingen et probablement les marquis de Schweinfurt sont issus des Popponides et donc des Robertiens et furent représentés jusqu'à la Renaissance. Le premier membre documenté est Poppon Ier, selon toute probabilité un descendant de Cancor, dénommé comte dans le Saalgau et le Grabfeldgau en Franconie de 819 à 839. Son fils Henri, dans un premier temps princeps militiae du roi Louis le Jeune, fut margrave en Franconie et dux en Austrasie sous le règne de Charles III le Gros. Il est mort en 886 au combat contre les Vikings au siège de Paris,.
Les fils du princeps Henri, Adélard et ses frères Adalbert et Henri (II), se firent appeler les Babenberg d'après leur siège ancestral à Bamberg ; c'est pourquoi on a rattaché également aux Popponides la maison ultérieure de Babenberg, margraves et ducs d'Autriche.[réf. nécessaire]
Arnulf de Carinthie, successeur de Charles le Gros, privilégiait la dynastie des Conradiens, les parents de son épouse Oda. Au début du Xe siècle, sous le règne de Louis l'Enfant, cette rivalité aboutit à un conflit sanglant pour le pouvoir dans la Franconie : lorsque le roi en 902 confia une grande partie du territoire à l'évêque Rodolphe de Wurtzbourg, les Popponides ont pris les armes. Après les années de querelle, les Conradiens sont sortis vainqueurs. En 906, le dernier survivant des frères, Adalbert, trahi par l'archichancelier Hatton de Mayence, est exécuté et Conrad le Jeune fut le premier souverain incontesté du duché de Franconie.